# هاميلتون كوليدغ
هاميلتون كوليدغ (بالإنجليزية: Hamilton Coolidge)‏ هو عسكري أمريكي، ولد في 1 سبتمبر 1895 في بروكلين في الولايات المتحدة، وتوفي في 27 أكتوبر 1918 في Grandpré ‏ في فرنسا.